# Real Madrid Club de Fútbol 1975-1976
Questa voce raccoglie le informazioni riguardanti il Real Madrid Club de Fútbol nelle competizioni ufficiali della stagione 1975-1976.

## Rosa
| N. |                           | Ruolo | Calciatore                    |
| -- | ------------------------- | ----- | ----------------------------- |
|    | Spagna (bandiera)         | P     | Miguel Ángel González         |
|    | Spagna (bandiera)         | P     | Andrés Junquera               |
|    | Spagna (bandiera)         | P     | Mariano García Remón          |
|    | Spagna (bandiera)         | P     | Pedro Corral                  |
|    | Spagna (bandiera)         | D     | Juan Cruz Sol                 |
|    | Germania Ovest (bandiera) | D     | Paul Breitner                 |
|    | Spagna (bandiera)         | D     | Francisco Javier Álvarez Uría |
|    | Spagna (bandiera)         | D     | Juan Carlos Touriño           |
|    | Spagna (bandiera)         | D     | Benito Rubiñán                |
|    | Spagna (bandiera)         | D     | Juan Morgado                  |
|    | Spagna (bandiera)         | D     | José Luis López Peinado       |
|    | Spagna (bandiera)         | D     | José Heredia Jiménez          |
|    | Spagna (bandiera)         | D     | José Antonio Camacho          |
|    | Spagna (bandiera)         | D     | Andrés                        |

| N. |                           | Ruolo | Calciatore               |
| -- | ------------------------- | ----- | ------------------------ |
|    | Spagna (bandiera)         | C     | Alberto Vitoria          |
|    | Spagna (bandiera)         | C     | Manuel Velázquez         |
|    | Spagna (bandiera)         | C     | Sánchez Barrios          |
|    | Spagna (bandiera)         | C     | Pirri                    |
|    | Spagna (bandiera)         | C     | Vicente del Bosque       |
|    | Spagna (bandiera)         | A     | Santillana               |
|    | Spagna (bandiera)         | A     | Roberto Martínez         |
|    | Germania Ovest (bandiera) | A     | Günter Netzer            |
|    | Spagna (bandiera)         | A     | José Macanás             |
|    | Argentina (bandiera)      | A     | Carlos Guerini           |
|    | Spagna (bandiera)         | A     | Ramón Grosso             |
|    | Spagna (bandiera)         | A     | Amancio                  |
|    | Spagna (bandiera)         | A     | Francisco Javier Aguilar |